# 505 Eskadra IAF
505 Eskadra - szybowcowa eskadra Sił Powietrznych Izraela spełniająca zadania szkoleniowe, bazująca w porcie lotniczym Megiddo w północnym Izraelu.